# Kanton Étrépagny
Der Kanton Étrépagny war bis 2015 ein französischer Wahlkreis im Arrondissement Les Andelys, im Département Eure und in der Region Haute-Normandie; sein Hauptort war Étrépagny, Vertreter im Generalrat des Départements war zuletzt von 2001 bis 2015 Pierre Beaufils.
Der 20 Gemeinden umfassende Kanton war 178,58 km² groß und hatte 11.345 Einwohner (Stand: 2012).

## Gemeinden
| Gemeinde                   | Einwohner | Code postal | Code Insee |
| -------------------------- | --------- | ----------- | ---------- |
| Chauvincourt-Provemont     | 293       | 27150       | 27153      |
| Coudray                    | 192       | 27150       | 27176      |
| Doudeauville-en-Vexin      | 233       | 27150       | 27204      |
| Étrépagny                  | 3553      | 27150       | 27226      |
| Farceaux                   | 275       | 27150       | 27232      |
| Gamaches-en-Vexin          | 329       | 27150       | 27276      |
| Hacqueville                | 420       | 27150       | 27310      |
| Heudicourt                 | 535       | 27860       | 27333      |
| Longchamps                 | 467       | 27150       | 27372      |
| Morgny                     | 410       | 27150       | 27417      |
| Mouflaines                 | 112       | 27420       | 27420      |
| La Neuve-Grange            | 192       | 27150       | 27430      |
| Nojeon-en-Vexin            | 240       | 27150       | 27437      |
| Puchay                     | 407       | 27150       | 27480      |
| Richeville                 | 263       | 27420       | 27490      |
| Sainte-Marie-de-Vatimesnil | 235       | 27150       | 27567      |
| Saussay-la-Campagne        | 423       | 27150       | 27617      |
| Le Thil                    | 308       | 27150       | 27632      |
| Les Thilliers-en-Vexin     | 496       | 27420       | 27633      |
| Villers-en-Vexin           | 286       | 27420       | 27690      |

## Bevölkerungsentwicklung
| 1962 | 1968 | 1975 | 1982 | 1990 | 1999 |
| ---- | ---- | ---- | ---- | ---- | ---- |
| 7484 | 8027 | 7980 | 8133 | 9077 | 9669 |